# Дивізіон 1 (Кенія)
Дивізіон 1 Кенії (англ. FKF Division One) — змагання з футболу з-поміж клубів Кенії, в ході якого визначаються чемпіони країни в Зоні А та Зоні Б. У системі футбольних ліг Кенії займає 3-й щабель, між Національною суперлігою та Регіональними лігами. Більшість клубів у чемпіонаті мають напівпрофесіональний статус, решта ж — професіональні або аматорські.

## Історія
Лігу було 2008 року створено шляхом поділу Загальнонаціонального чемпіонату Кенії на дві зони, по 16 команду у кожній. У 2009 році ці зони були переформатовані в Загальнонаціональний чемпіонат Кенії Дивізіон 1 та Загальнонаціональний чемпіонат Кенії Дивізіон 2, які посіли другий та третій рівень відповідно у системі футбольних ліг Кенії. Згодом Дивізіон 1 було перейменовано у Загальнонаціональний чемпіонат ФКЛ й підпорядковувався Футбол Кенія Лімітед, у той час як Дивізіон 2 перейменований у Загальнонаціональний чемпіонат КФФ й підпорядковувався Кенійській федерації футболу. Напередодні старту сезону 2011 року обидва чемпіонати об'єдналися й новостворена ліга була розділена на Зону «А» та Зону «Б», в яких відповідно виступали клуби зі Східної та Західної частини Кенії. Через недостатню кількість команд у Зоні Б низка колективів Провінціональних ліг підвищилися в класі. 
У сезоні 2013 року за згодою всіх команд-учасниць Зону «А» та «Зону Б» було поділено ще на дві підзони, таким чином кількість команд-учасниць у чемпіонаті зросла до 48-и. Було також вирішено, що в групі А виступатимуть клуби з Найробі, Абердара та гори Кенія, а до Зони «Б» увійдуть клуби зі Східного, Північного та Південного прибережного регіонів. До першої групи з зони B належать команди з регіонів Південна Ньянза, Центральний та Південний Рифт, а другу групу складають команди з регіонів Північна Ньянза, Північний Рифт та Західний регіон. Переможці кожної з цих чотирьох груп зіграють у двоматчевих плей-оф з переможцями інших груп своєї зони, щоб визначити, хто отримає путівки до Прем'єр-ліги Кенії на наступний сезон.
Напередодні старту сезону 2014 року Дивізіон 1 став третім у системі футбольних ліг Кенії, поступившись своїм місцем новоствореній Національній суперлізі Кенії й новій 6-рівневій системі футбольних чемпіонатів Кенії тепер стояв вище, ніж Регіональні ліги Кенії.

## Формат турніру
У кожній з груп Дивізіону 1 виступає 24 клуби. Кожна з цих двох зон, в свою чергу, поділяється на 2 підзони, по 12 команд у кожній. Протягом сезону кожен клуб грає з кожним суперником двічі (система двох кіл), один раз на виїзді та один раз на домашньому стадіоні. За перемогу в кожному матчі нараховується по 3 очки, за нічию — 1 очок, за поразку очок не нараховується. Місце команд визначається за загальною кількістю набраних очок, потім різницею забитих та пропущених м'ячів, і лише потім за найбільшою кількістю забитих м'ячів. Наприкінці кожного сезону переможці кожної з 4 підгруп грають з переможцями інших підгруп двоматчеві плей-оф, проте лише в межах власної зони, щоб визначити, хто отримує путівки до Національної суперліги Кенії, де вони змінюють дві найгірші команди турніру, які потім потрапляють у відповідні зони, залежно від їх географічного розташування. Команди, які підвищуються в класі з Провінціональних ліг також потрапляють до відповідних зон, залежно від їх географічного розташування.
Якщо кількість набраних очок рівна, переможця визначає різниця забитих та пропущених м'ячів, а за необхідності найбільша кількість забитих м'ячів. Якщо ці показники рівні, вважається, що команди розділяють позицію в турнірній таблиці. Якщо визначається переможець, учасник будь-якого плей-оф аб команда, яка понижується в класі, то призначається додатковий матч на нейтральному полі.

## Переможці попередніх років

### Зона А
2012: «Бандарі» (Момбаса)

2013: «Кенія Ревено Аутроиті» (Найробі)

### Зона Б
2012: «Какамега Гоумбойз» (Какамега)

2013: «Топ Фрай Ол Старз» (Накуру)

## Найкращі бомбардири
| Рік  | Зона А         | Зона А             | Зона А | Зона Б            | Зона Б                | Зона Б |
| Рік  | Гравець        | Клуб               | Голи   | Гравець           | Клуб                  | Голи   |
| ---- | -------------- | ------------------ | ------ | ----------------- | --------------------- | ------ |
| 2012 | Рузвельт Блети | Адмірал            | 32     | Вален Семі Магеро | «Нзоя Юнайтед»        | 26     |
| 2013 | Нельсон Сімва  | «Вест Кенія Шугер» | 14     | Муса Очієнг       | «Бусія Юнайтед Старз» | 11     |
| 2013 | Нельсон Сімва  | «Вест Кенія Шугер» | 14     | Мартін Олієч      | «Осеріан»             | 11     |